# 小行星2728
小行星2728（2728 Yatskiv）是一颗围绕太阳公转的小行星。1979年9月22日，尼古拉·切爾尼赫在克里米亚发现了此天体。
該小行星以烏克蘭天文學家雅羅斯拉夫·斯捷潘諾維奇·雅茨基夫（Yaroslav Stepanovich Yatskiv）命名。
这颗小行星的绝对星等为96.86405884123072等。